# Alojera

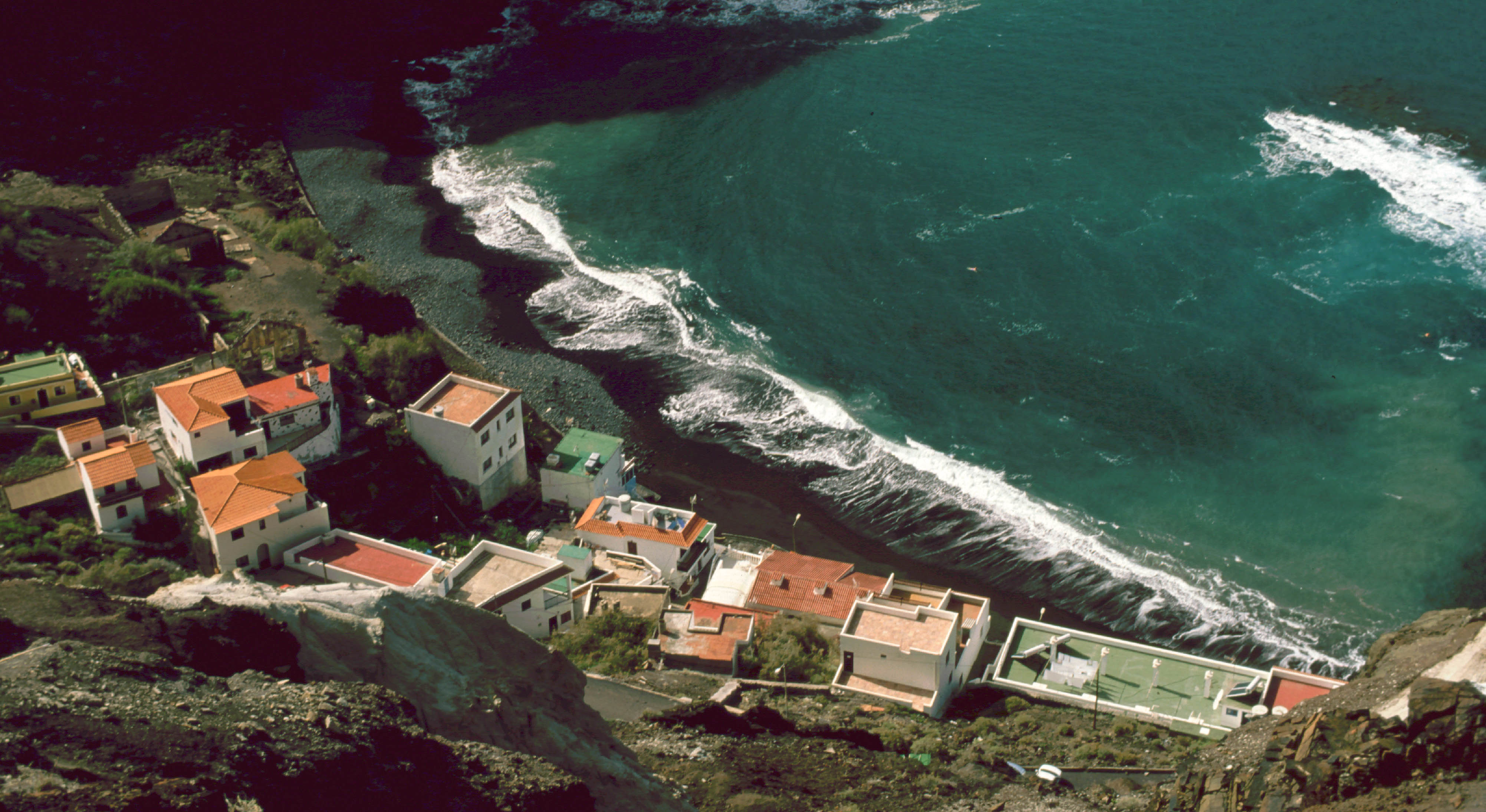
Playa de Alojera

Alojera ist ein Ortsteil der Gemeinde Vallehermoso im Westen der Kanarischen Insel La Gomera.
Die ca. 100 Häuser von Alojera gruppieren sich weitläufig um eine Plaza auf ca. 250 m Meereshöhe mit einer kleinen Kirche einer Schule und einer Bar. Richtung Osten erhebt sich eine etwa 1000 m hohe steile Felswand. Die Straße von Vallehermoso führt über das Bergdorf Epina an zwei Windrädern und dem alten Friedhof vorbei in den ersten Ortsteil „El Mono“. Von dort aus führt an einer Kreuzung eine Stichstraße zur Plaza hoch.
Eine Straße führt ca. 1 km weiter nach „Playa de Alojera“.
Nach ca. 500 m zweigt nach rechts eine kleine Straße in den Ortsteil Honduras ab und führt danach über eine nach Regenfällen nur schwer befahrbare Piste weiter nach Tazo.
In Playa de Alojera endet die Straße in wenigen Parkplätzen über der Bucht. Die Bucht ist halbkreisförmig und besteht aus schwarzem Sand und Geröll. Am Ufer gibt es zahlreiche verschachtelte Häuser und Apartments sowie die Restaurants El Prisma und Brisas del Mar.
Alojera ist ein Zentrum der Palmhonig-Herstellung auf der Insel La Gomera.
Aufgrund seiner besonderen geographischen Lage ist Alojera ein Tal im Norden Gomeras mit vergleichsweise vielen Sonnenstunden pro Jahr.